# Peter Vindahl Jensen
Peter Vindahl Jensen, né le 16 février 1998 à Elseneur au Danemark, est un footballeur danois qui évolue au poste de gardien de but au Sparta Prague.

## Biographie

### Carrière en club
Né à Elseneur au Danemark, Peter Vindahl Jensen est formé par le FC Nordsjælland, qu'il rejoint en 2015 en provenance du Lyngby BK. Il commence à être intégré à l'équipe première durant l'année 2015 mais doit se contenter d'un rôle de doublure du titulaire, David Jensen. Il joue son premier match en professionnel le 26 septembre 2018, lors d'un match de Coupe du Danemark gagné sur le score de quatre buts à zéro face à l'HB Køge. À partir de 2017 il est la doublure de Nicolai Larsen.
Le 10 janvier 2019 il prolonge jusqu'en 2022 avec le FC Nordsjælland. Le 30 mars 2019, Vindahl Jensen joue son premier match de Superligaen face au FC Midtjylland. Son équipe fait match nul ce jour-là (0-0).
Le 16 août 2021, Peter Vindahl Jensen rejoint l'AZ Alkmaar, s'engageant pour un contrat courant jusqu'en juin 2025,. Il a pour tâche de remplacer l'ancien titulaire, Marco Bizot, parti au Stade brestois 29. Il est nommé dans l'équipe type du mois dans le championnat néerlandais en décembre 2021,.
En manque de temps de jeu à l'AZ, Peter Vindahl Jensen est prêté au FC Nuremberg à partir du mois de janvier 2023, jusqu'à la fin de la saison,.
Le 25 juillet 2023, Vindahl est prêté pour une saison avec option d'achat au Sparta Prague.

### En sélection
Peter Vindahl Jensen représente l'équipe du Danemark des moins de 19 ans. Il joue deux matchs avec cette sélection, l'un en 2016 et l'autre en 2017.
Le 22 mars 2018, Peter Vindahl joue son premier match avec l'équipe du Danemark espoirs, face à l'Autriche lors d'une rencontre amicale. Il entre en jeu en cours de partie, et son équipe s'impose par cinq buts à zéro. Vindahl Jensen reçoit un total de quatre sélections avec les espoirs.
En novembre 2021, Peter Vindahl Jensen est convoqué pour la première fois avec l'équipe nationale du Danemark par le sélectionneur Kasper Hjulmand.

### Statistiques
Le tableau ci-dessous retrace la carrière de Peter Vindahl Jensen depuis ses débuts :
| Saison                | Club                  | Championnat           | Championnat | Championnat | Coupe(s) nationale(s) | Coupe(s) nationale(s) | Compétition(s) continentale(s) | Compétition(s) continentale(s) | Compétition(s) continentale(s) | Total | Total |
| Saison                | Club                  | Division              | M.          | B.          | M.                    | B.                    | Comp.                          | M.                             | B.                             | M.    | B.    |
| 2018-2019             | FC Nordsjælland       | Superligaen           | 6           | 0           | 2                     | 0                     | -                              | -                              | -                              | 8     | 0     |
| 2019-2020             | FC Nordsjælland       | Superligaen           | 10          | 0           | 1                     | 0                     | -                              | -                              | -                              | 11    | 0     |
| 2020-2021             | FC Nordsjælland       | Superligaen           | 31          | 0           | -                     | -                     | -                              | -                              | -                              | 31    | 0     |
| 2021-2022             | FC Nordsjælland       | Superligaen           | 5           | 0           | -                     | -                     | -                              | -                              | -                              | 5     | 0     |
| Sous-total            | Sous-total            | Sous-total            | 52          | 0           | 3                     | 0                     | -                              | 0                              | 0                              | 55    | 0     |
| 2021-2022             | AZ Alkmaar            | Eredivisie            | 32          | 0           | 4                     | 0                     | C3+C4                          | 0+12                           | 0+0                            | 48    | 0     |
| 2022-2023             | AZ Alkmaar            | Eredivisie            | -           | -           | -                     | -                     | -                              | -                              | -                              | 0     | 0     |
| Sous-total            | Sous-total            | Sous-total            | 32          | 0           | 4                     | 0                     | -                              | 12                             | 0                              | 48    | 0     |
| 2022-2023             | FC Nuremberg (prêt)   | 2. Bundesliga         | 14          | 0           | 2                     | 0                     | -                              | -                              | -                              | 16    | 0     |
| Sous-total            | Sous-total            | Sous-total            | 14          | 0           | 2                     | 0                     | -                              | 0                              | 0                              | 16    | 0     |
| Total sur la carrière | Total sur la carrière | Total sur la carrière | 98          | 0           | 9                     | 0                     | -                              | 12                             | 0                              | 119   | 0     |